# Félix Pauwels
Félix Pauwels, né à Bruxelles en 1820 et mort à Herbeumont en 1877, était un architecte belge ayant réalisé ses principales constructions à Anvers et Bruxelles.

## Biographie
Il a été formé à l'école ouvrière du chemin de fer et ensuite à l'établissement géographique de Vandermaelen. 
Il a été le cofondateur de la Société centrale d'architecture de Belgique qui publia L'Émulation (revue).

## Principales réalisations

### Anvers
- Entrepots Saint-Félix en 1858-59,
- une partie des portes de la Ligne de défense d'Anvers vers 1864 (détruites).

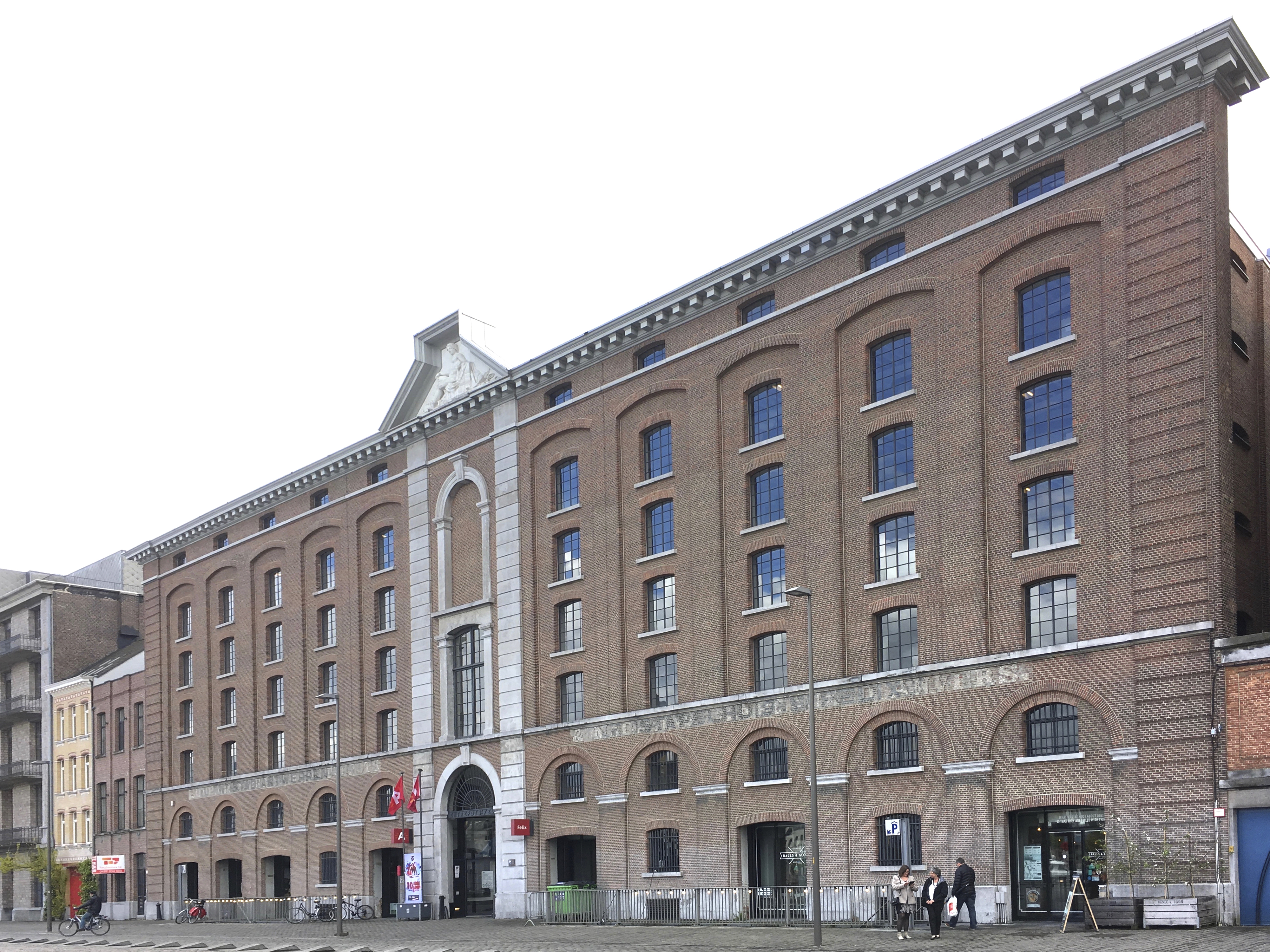
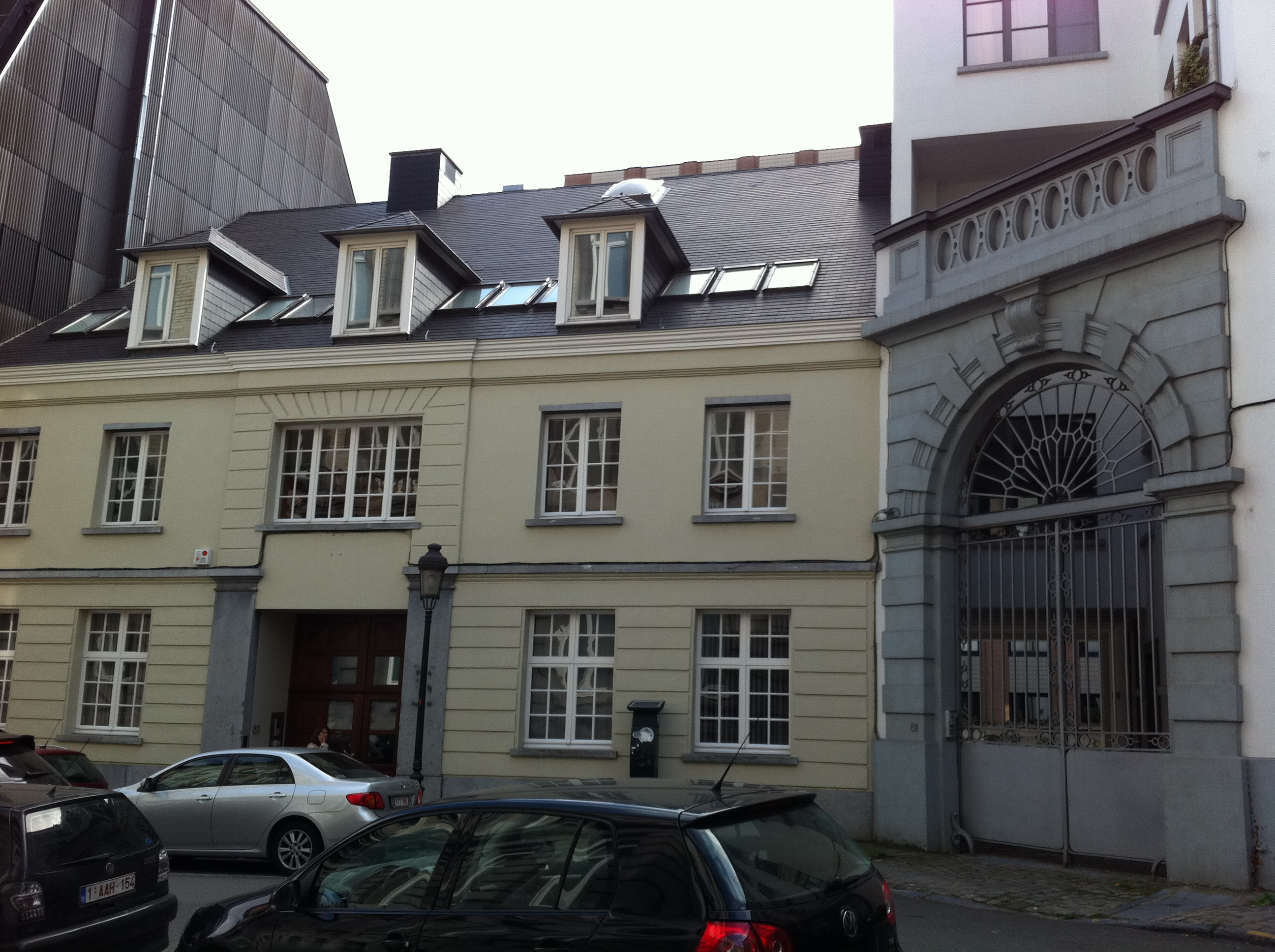
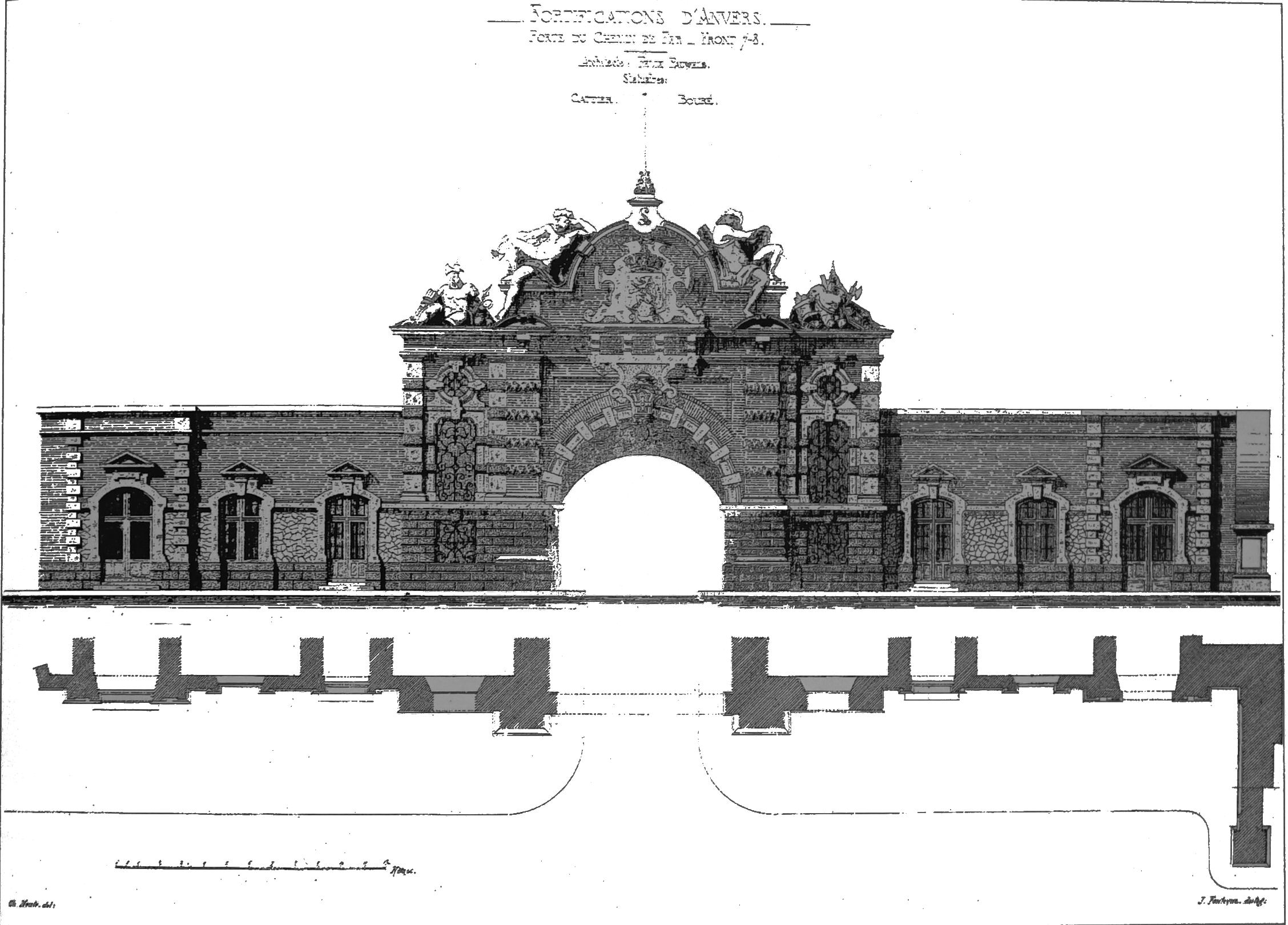

- La caserne du Major-Géruzet.

### Bruxelles
- la maison du comte d'Haene de Steenhuyse, place de l'Industrie,
- la maison de la comtesse de Spangen, angle des rues De la Loi et Deux-églises,
- sa maison personnelle, rue de Trêves no 47.

### Liège
- Chargé de la restauration du Palais des Princes-Évêques, avec l'architecte Lambert Noppius, à partir de 1875